# Ронкадор (остров, Карибское море)
Ронкадор (исп. Cayo Roncador) — малый остров в Атлантическом океане, расположенный на банке Ронкадор в западной части Карибского моря.
Входит в состав департамента Сан-Андрес-и-Провиденсия Республики Колумбия.

## История

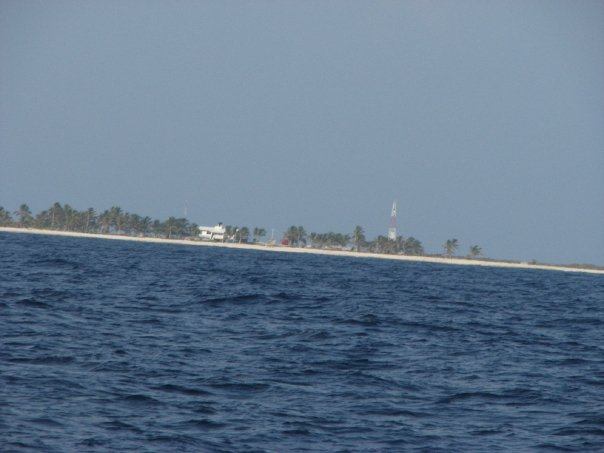
фотоснимок побережья острова Ронкадор (2008 год)

О принадлежности острова длительное время спорили США и Колумбия (США выдвинули претензии к Колумбии на основании принятого 18 августа 1856 года конгрессом США «закона о гуано», позволявшего гражданам США завладевать островами с залежами гуано, расположенными где угодно вне юрисдикции других государств и не имеющих законных владельцев или местного населения. Этот закон также наделял президента США правом использования военной силы для защиты интересов граждан США по отношению к содержащим залежи гуано островам).
В ходе «дипломатии канонерок» отплывший 20 января 1894 года от острова Гаити к тихоокеанскому побережью Латинской Америки вооружённый парусно-паровой шлюп «USS Kearsarge» военно-морского флота США потерпел здесь 2 февраля 1894 года кораблекрушение. Офицеры и команда благополучно добрались до берега. Конгресс США выделил 45 000 долларов на возвращение корабля, но компания Boston Towboat Company сочла затонувшее судно не подлежащим ремонту и оставила его на рифе.
8 сентября 1972 года в Боготе был подписан договор между США и Колумбией, в соответствии с которым США признали принадлежность острова Колумбии. После этого, правительство Никарагуа выдвинуло к Колумбии территориальные претензии, оспаривая право на владение несколькими островами (Ронкадор, Кита-Суэньо и др.).